# Vizepräsident von Palau

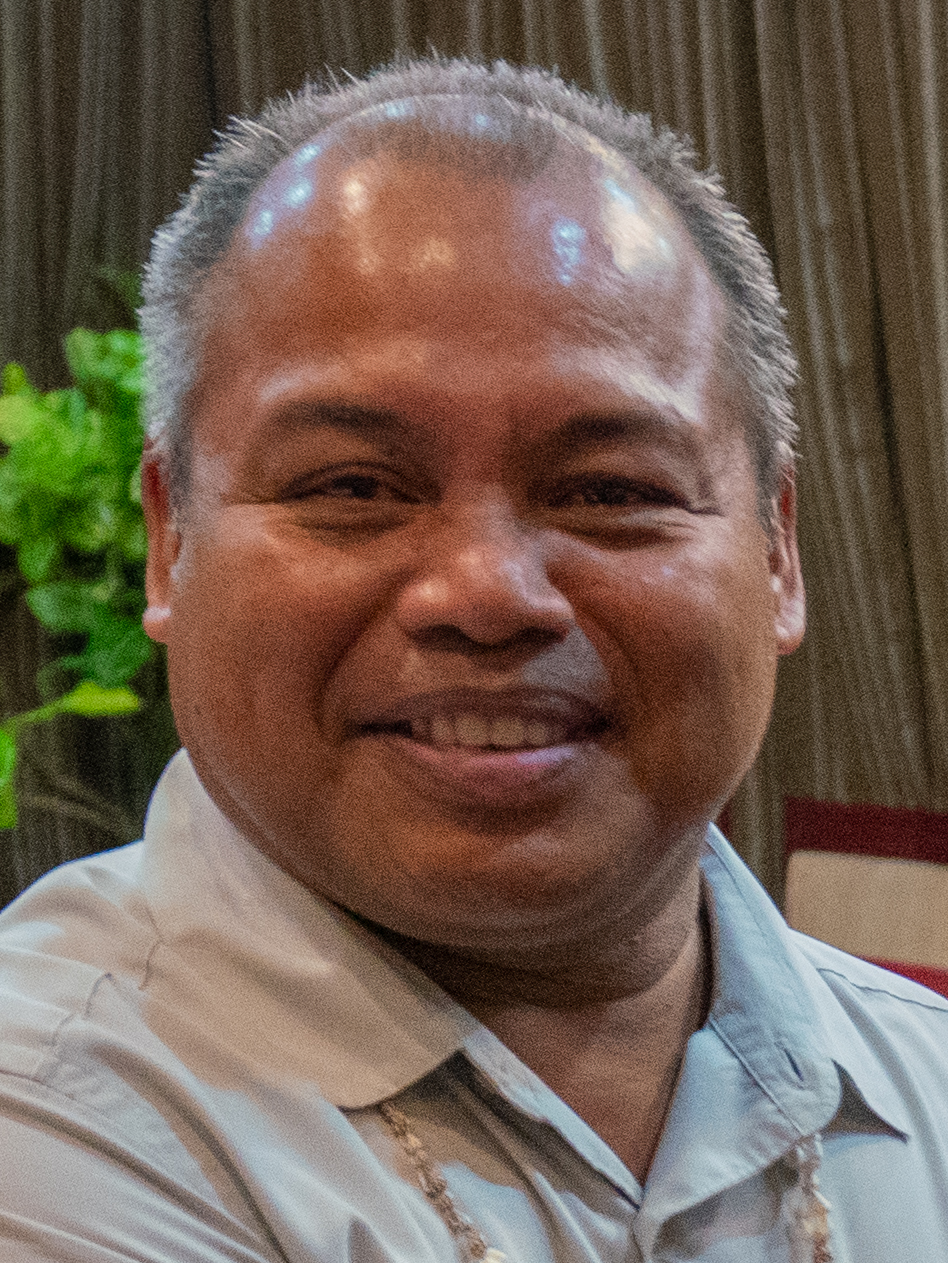
Raynold Oilouch, 2019

Vizepräsident von Palau (englisch Vice President of Palau) ist die zweithöchste Stellung in der Exekutive von Palau nach dem Präsidenten.
Der Vizepräsident wird in öffentlichen Wahlen getrennt von den Präsidentenwahlen gewählt. So lange der Präsident eingesetzt ist, dient der Vizepräsident als Mitglied des Kabinetts und kann vom Präsidenten mit weiteren Aufgaben betraut werden. Das Gehalt des Vizepräsidenten liegt bei US$65.000 jährlich seit 2010.

## Vizepräsidenten
| Porträt | Name (Geburts–Todesjahr)           | Wahl      | Amtszeit         | Amtszeit                        | Amtszeit          |
| Porträt | Name (Geburts–Todesjahr)           | Wahl      | Amtsantritt      | Amtszeitende                    | Dauer             |
| ------- | ---------------------------------- | --------- | ---------------- | ------------------------------- | ----------------- |
|         | Alfonso Oiterong (1924–1994)       | 1980 1984 | 2. März 1981     | 30. Juni 1985 (wurde Präsident) | 4 Jahre 120 Tage  |
|         | Thomas Remengesau, Sr. (1929–2019) | 1985      | 25. Oktober 1985 | 20. August 1988                 | 2 Jahre 300 Tage  |
|         | Kuniwo Nakamura (1943–2020)        | 1988      | 1. Januar 1989   | 1. Januar 1993                  | 4 Jahre           |
|         | Thomas Remengesau Jr. (geb. 1956)  | 1992 1996 | 1. Januar 1993   | 19. Januar 2001                 | 8 Jahre, 18 Tage  |
|         | Sandra Pierantozzi (geb. 1951)     | 2000      | 19. Januar 2001  | 1. Januar 2005                  | 3 Jahre, 348 Tage |
|         | Elias Camsek Chin (geb. 1948)      | 2004      | 1. Januar 2005   | 15. Januar 2009                 | 4 Jahre, 14 Tage  |
|         | Kerai Mariur (geb. 1951)           | 2008      | 15. Januar 2009  | 17. Januar 2013                 | 4 Jahre, 2 Tage   |
|         | Antonio Bells (geb. 1948)          | 2012      | 17. Januar 2013  | 19. Januar 2017                 | 4 Jahre, 2 Tage   |
|         | Raynold Oilouch (geb. 1965/66)     | 2016      | 19. Januar 2017  | 21. Januar 2021                 | 4 Jahre, 2 Tage   |
|         | Uduch Sengebau Senior              | 2020      | 21. Januar 2021  | 16. Januar 2025                 | 3 Jahre, 361 Tage |
|         | Raynold Oilouch                    | 2024      | 16. Januar 2025  |                                 |                   |